# サケーオ駅
サケーオ駅（サケーオえき、タイ語:สถานีรถไฟสระแก้ว）は、タイ王国の中部サケーオ県ムアンサケーオ郡にある、タイ国有鉄道東本線の駅である。

## 概要
サケーオ駅は、タイ王国中部サケーオ県の県庁所在地であり、人口11万人が暮らすムアンサケーオ郡にある東本線の駅である。クルンテープ駅（バンコク）からは202.25km地点に位置し、普通列車利用で4時間40分程度である。町の中心部に位置する為、利便性が良い。駅の正面側（南側）が、市街地であるが小さな町である。駅前を1km程行くと国道33号線があり、ここが一番の繁華街である。
二等駅で1日に4本の列車（2往復）の発着があり、いずれも普通列車である。運賃は、クルンテープ駅 - 当駅間で40バーツである。

## 歴史
1908年1月24日に、東本線のクルンテープ駅 - チャチューンサオ駅(60.99km)が開業した。約18年後の1926年11月8日に、当駅を含むアランヤプラテート駅までの延伸工事が完了し、東本線の完成を見た。
- 1908年1月24日【開業】クルンテープ駅 - チャチューンサオ駅(60.99km)
- 1925年1月1日 【開業】チャチューンサオ駅 - カビンブリー駅 (100.27km)
- 1926年11月8日 【開業】カビンブリー駅 - アランヤプラテート駅 (93.24km)

## 駅構造
単式ホーム1面1線を持つ地上駅であり、駅舎はホームに面している。

## 駅周辺
- サケーオ・バスターミナル (1km)